# William Morris Hunt
Pour les articles homonymes, voir William Morris (homonymie), Morris, William Hunt et Hunt.
William Morris Hunt (né le 31 mars 1824 à Brattleboro, mort le 8 septembre 1879 dans le New Hampshire) est un peintre américain, né dans l'une des plus éminentes familles d'artistes du pays. Il est le chef de file du courant pictural en vogue à Boston au milieu du XIXe siècle.

## Biographie
Fils de Jonathan Hunt et de Jane Maria, née Leavitt, il est issu par son père d'une famille de grands propriétaires terriens du Vermont et par sa mère d'une riche et éminente famille du Connecticut. 
Il entre à Harvard, mais quitte l'université dès la première année. Son père lui refuse la permission d'engager une carrière de peintre et de dessinateur, mais sa mère décide que son fils doit avoir la chance d'étudier l'art dans les meilleures écoles même si, à cette fin, il doit aller en Europe. 
Installé en France, il expose aux Salons de 1852 et de 1853 et aux expositions universelles parisiennes de 1855 et de 1867. Il acquiert une collection de peintres français, notamment de Jean-François Millet.
Il retourne ensuite aux États-Unis, à Newport puis à Boston.
Il est l'auteur de portraits, et de sujets de genre et de scènes militaires. 
En 1875, il publie Talks on art.

## Galerie

Œuvres de William Morris Hunt
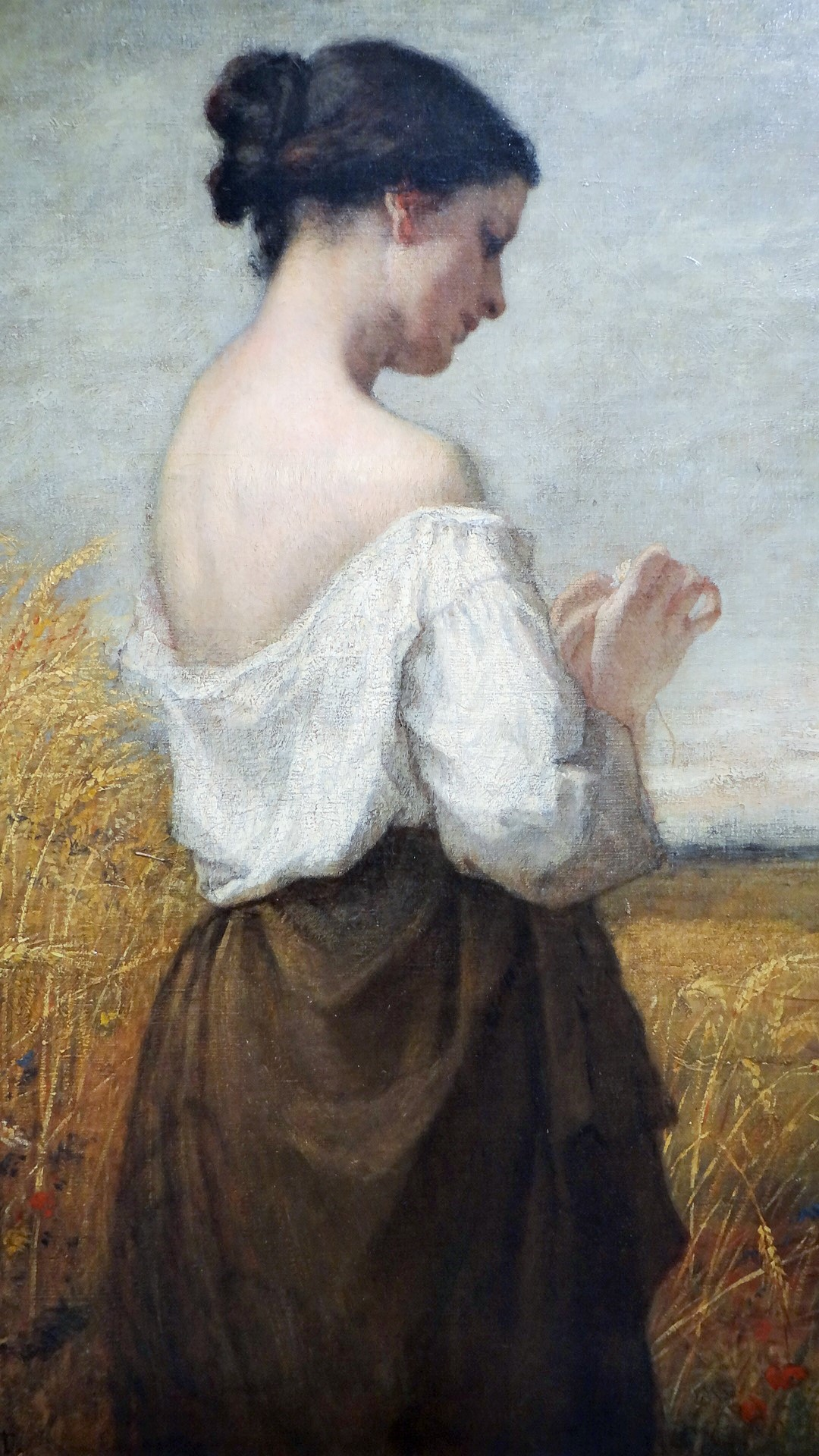
Paysanne, La Marguerite, 1852, Paris, Musée d'Orsay.